# Garde des volontaires serbes
Garde des volontaires serbes (serbe : Српска добровољачка гарда, СДГ / Srpska dobrovoljačka garda, SDG), également connu sous le nom des  Tigres d’Arkan   ou Arkanovci, était une unité paramilitaire de Serbie fondée et dirigée par Željko Ražnatović Arkan qui a combattu en Croatie (1991.–93.) et en Bosnie-Herzégovine (1992.–95. ouit 1991.–96.)—pendant les Guerres de Yougoslavie.

## Histoire et organisation
En mars 1991, le président de la Serbie, Slobodan Milošević, a pris la décision de former une unité spéciale pour aider les Serbes en dehors de la Serbie dans l'occupation et l'épuration ethnique des territoires qui, selon les plans, devaient être intégrés à la Grande Serbie. Jovica Stanišić, chef des services de sécurité de l'État de Serbie, et son adjoint Frenki Simatović étaient chargés de l'organisation, du financement et de l'armement,,. Dans la Kninska Krajina (région de Croatie à majorité serbe), les "Knindže" étaient formés sous la direction du Dragan Vasiljković , connu sous le nom de "Capitaine Dragan". En Serbie, la "Garde volontaire serbe"(SDG) a été constituée par Željko Ražnatović (Arkan), et en Slavonie croate, le groupe paramilitaire Scorpions. C'était la base de l'unité spéciale alors appelée les "Bérets rouges" ou "Unité", qui a été renommée plus tard en 1996 en "Unité des opérations spéciales" (JSO),.
Ces unités, constituées d'anciens policiers, d'anciens détenus et d'autres volontaires autoproclamés, ne répondaient qu'à la police secrète serbe. Selon l'historien Tony Judt, la Garde volontaire serbe était l'une des nombreuses unités irrégulières qui « n'étaient guère plus que des bandes organisées de voyous et de criminels, armées par Belgrade ».
La Garde volontaire serbe (SDG)  a installé son quartier général et son camp d'entraînement dans une ancienne installation militaire à Erdut, en Croatie. Le nombre de ses combattants pouvait varier en fonction des missions et selon diverses sources, sa taille était de quelques centaines à plus de 10 000 combattants bien entraînés. La Garde a également amené de force un grand nombre de civils serbes de Croatie et de Bosnie, qui avaient fui vers la Serbie, ainsi que des déserteurs de la JNA, à Erdut, où ils ont été soumis à des mauvais traitements et à un entraînement violent avant d’être envoyés sur les lignes de front,.
Armée par la JNA et financée par le gouvernement serbe, la SDG a accompli une tâche sordide que la JNA et Milošević ne voulaient pas assumer.
Les territoires convoités par les Serbes et occupés avec l'aide de la JNA ont été soumis à des épurations ethniques, au cours desquelles les membres de la SDG ont pillé, violé et massacré la population qui refusait de quitter ses foyers séculaires. « Slobodan Milošević, dans le secret de son bureau, en a fait l'aveu : "Il faut bien que quelqu'un fasse une partie du travail à ma place" ».
À la fin de la guerre en Bosnie, la Garde volontaire serbe (SDG) a été dissoute et intégrée dans l'unité spéciale officiellement créée de la sécurité de l'État de Serbie appelée « Unité des opérations antiterroristes » (JATD). Par la suite, elle a été rebaptisée « Unité d'Opérations Spéciales » (JSO), dont le commandant est devenu l'ancien major du SDG, Milorad Ulemek, surnommé "Légija" en raison de sa carrière militaire dans la Légion étrangère.
Le commandant de la SDG, Arkan, dont l'ascension d'un simple voleur et meurtrier à un chef incontesté de la mafia était étroitement liée aux opérations militaires de Belgrade en Bosnie et en Croatie, a poursuivi son implication dans les affaires et la politique. Pendant la guerre, il a organisé un réseau bien développé de personnes dans les « territoires libérés », où elles étaient chargées du transport des voitures et des marchandises volées vers la Serbie. Il a réussi à bâtir tout un empire au fil des années au cours desquelles d'énormes sommes d'argent ont circulé.
Il a été assassiné le 15 janvier 2000 à Belgrade. Certains prétendent qu'il a été tué parce qu'il en savait trop et qu'il aurait été un témoin gênant devant le TPIY, qui avait préparé un acte d'accusation contre lui, tandis que d'autres affirment que la cause était sa décision de prendre le contrôle de l'importation de pétrole et de dérivés pétroliers en Yougoslavie.
Dans une Serbie ruinée par la guerre, les erreurs économiques commises par des politiciens corrompus et les sanctions internationales, beaucoup considèrent encore Arkan comme un héros malgré les preuves selon lesquelles lui et ses hommes ont commis certains des pires crimes contre les civils pendant les guerres yougoslaves.

## Guerre de Croatie et de Bosnie
Après le déclenchement de la guerre dans l'ancienne république yougoslave de Croatie à l'automne 1991 et en Bosnie en avril 1992, Arkan et ses unités ont attaqué différentes régions de ces pays. Ils ont joué un rôle crucial dans les premières opérations de combat et de nettoyage ethnique en Croatie et en Bosnie-Herzégovine.
En collaboration avec la JNA au début des guerres, avant la formation des armées régulières de ces pays, ils prenaient aisément le contrôle de villes que les formations paramilitaires peu organisées de ces pays et les civils non armés ne pouvaient pas défendre.
En Croatie, les «Tigres» ont combattu dans la région de Vukovar, où des massacres ont été commis, ainsi que dans diverses localités Slavonie orientale, Baranya et Syrmie occidentale. La SDG a ensuite procédé à des vols dans toute la Croatie, principalement à Lika (région), Bania, Kordun et en Dalmatie.
Au début de la guerre en Bosnie, l'unité s'est déplacée entre les fronts croate et bosniaque, participant à de multiples opérations de nettoyage ethnique en tuant et en expulsant de force principalement des civils bosniaques.

« Les unités paramilitaires sont responsables de certains des aspects les plus brutaux du nettoyage ethnique. Deux des unités qui ont joué un rôle majeur dans la campagne de nettoyage ethnique en Bosnie-Herzégovine, les Chetniks associés à Vojislav Šešelj et les Tigres associés à Željko Ražnatović (Arkan), ont également été actifs en République de Serbie... »

— Rapport de la Commission des Nations Unies sur le nettoyage ethnique en Bosnie
Le 1er avril 1992, la SDG a massacré 48 civils à Bijeljina, et certains de ces meurtres ont été filmés par Ron Haviv,. Pendant ce temps, la JNA maintenait la ville encerclée afin qu'aucune aide ne lui parvienne.
Cela servit plus tard de méthode d'occupation d'autres villes, et s'il y avait plus de résistance, la JNA bombarderait de manière non sélective et entrerait avec des véhicules blindés, suivie par les troupes paramilitaires d'Arkanet de Vojislav Šešelj.
De cette manière, des villes et municipalités faiblement défendues de la Bosnie orientale, à la frontière avec la Serbie et à majorité musulmane, telles que : Zvornik, Bratunac, Vlasenica et Vogošća, ont été capturées.
Viennent ensuite Brčko, Kotor Varoš, Teslić, où les hommes d'Arkan ont eu une participation significative, et Prijedor, Banja Luka et Sanski Most, où de nombreuses atrocités ont été commises et des centaines de milliers de civils ont été expulsés lors de nettoyages ethniques.
Selon historien Tony Judt la Garde des volontaires serbes sous le commandement d'Arkan a massacré des centaines de personnes dans l'est de la Croatie et en Bosnie-Herzégovine.
Les «Tigres d'Arkan» se seraient également livrés à un nettoyage ethnique au Kosovo  et dans la région de Sandžak en Serbie, où se trouve une importante communauté musulmane. Avec le début de l'intervention de l'OTAN en Yougoslavie pendant l'année 1999, les «Tigres d'Arkan» ont été réactivés au Kosovo, comme en témoignent divers rapports sur la guerre du Kosovo.

## Accusations de crimes de guerre
Pour les crimes commis par la Garde des volontaires serbes (SDG), le TPIY a engagé des poursuites contre Arkan en tant que leader responsable de la garde, qui a personnellement participé à presque toutes ses opérations. Des preuves ont été présentées dans l'acte d'accusation, notamment pour les crimes commis à Sanski Most, et des actes d'accusation pour des crimes dans d'autres villes telles que Vukovar, Bijeljina et Zvornik étaient en cours de préparation. Le 31 mars 1999, la procureure générale du Tribunal pénal international pour l'ex-Yougoslavie, Louise Arbour, a rendu public l'acte d'accusation contre Arkan, préparé depuis 1997. Cet acte détaille les crimes contre l'humanité (meurtres et autres actes inhumains), les graves violations des Conventions de Genève (causant intentionnellement de grandes souffrances) et les violations des lois et coutumes de la guerre (traitements cruels).
Selon l'accusation, les «Tigres d'Arkan»  sont arrivés dans la région de Sanski Most en septembre 1995 dans le but d'arrêter l'avancée de l'armée de Bosnie-Herzégovine. Ils ont installé des points de contrôle partout et patrouillaient systématiquement dans la ville, emprisonnant, battant, violant et exécutant des personnes de nationalité non serbe. Ils ont également volé des objets de valeur à des familles non-serbes et les ont chassées de leurs maisons pour les donner aux réfugiés serbes. En octobre 1995, ils ont quitté Sanski Most lorsque l'Armée de la République de Bosnie-Herzégovine (ARBiH) a repris la ville.
Le TPIY a accusé la Garde volontaire serbe, sous le commandement de Željko Ražnatović, des actes suivants :
- Séquestration forcée d'environ trente-cinq hommes non serbes dans une chaufferie insuffisamment ventilée d'environ cinq mètres carrés, coups et privation de nourriture et d'eau, ce qui a entraîné la mort de deux hommes.
- Transport de douze hommes non serbes de Sanski Most vers un endroit isolé du village de Trnova, où ils ont abattu onze hommes et blessé grièvement le douzième.
- Viol d'une femme musulmane dans un bus devant l'hôtel Sanus à Sanski Most.
- Environ soixante-sept hommes de nationalité non serbe et une femme de Sanski Most, Šehovac et Pobrijez, ont été transportés vers un endroit isolé du village de Sasina et abattus, tuant soixante-cinq prisonniers et blessant deux survivants.

Le Tribunal de La Haye a également publié une liste d'environ soixante-dix Bosniaques tués par la garde dirigée par Arkan dans les environs de Sanski Most.
Après l'assassinat d'Arkan en 2000, la procédure a été interrompue, et aucun autre membre de la SDG n'a été recherché pour crime.

## Membres connus
- Željko Ražnatović "Arkan" - Commandant de la SDG
- Borislav Pelević - député et candidat à la présidence de la Serbie en 2002 et 2004
- Milorad Ulemek "Legija" - commandant du JSO
- Zvezdan Jovanović  "Serpent" – tireur d’élite
- Srđan Golubović - DJ transe (à ne pas confondre avec le réalisateur du même nom)

De nombreux anciens membres des "Tigres d'Arkan"sont des personnalités marquantes en Serbie, qui entretiennent des liens étroits entre eux et avec les organisations nationalistes russes. Jugoslav Simić et Svetozar Pejović ont posé avec les "Night Wolves", un club de motards russe, considéré comme une branche paramilitaire du régime Poutine. Srđan Golubović est un artiste de transe populaire connu sous le nom de "DJ Max". Il a été identifié comme un soldat du SDG donnant des coups de pied aux corps d'une famille bosniaque à Bijeljina sur une photo de 1992 prise par Ron Haviv.
Les anciens collaborateurs d'Arkan, tels que Jovica Stanišić, Frenki Simatović, Radovan Karadžić et Biljana Plavšić, ont été condamnés par le TPIY pour crimes de guerre. Slobodan Milošević est décédé à La Haye avant la fin du procès, et certains membres de la SDG ont été mystérieusement tués, comme le colonel Nebojsa Đorđević. Milorad Ulemek, surnommé «Legija» purge actuellement 40 ans de prison pour avoir organisé l'assassinat du premier ministre serbe Zoran Đinđić.